# Djangoa
Djangoa är en ort i Madagaskar. Den ligger i den norra delen av landet, 600 km norr om huvudstaden Antananarivo. Djangoa ligger 10 meter över havet och antalet invånare är 9 800.
Terrängen runt Djangoa är platt norrut, men åt sydost är den kuperad. Havet är nära Djangoa åt nordväst. Runt Djangoa är det glesbefolkat, med 19 invånare per kvadratkilometer. Närmaste större samhälle är Ambanja, 19,4 km nordost om Djangoa. I omgivningarna runt Djangoa växer huvudsakligen savannskog.